# Dyrektywa siedliskowa

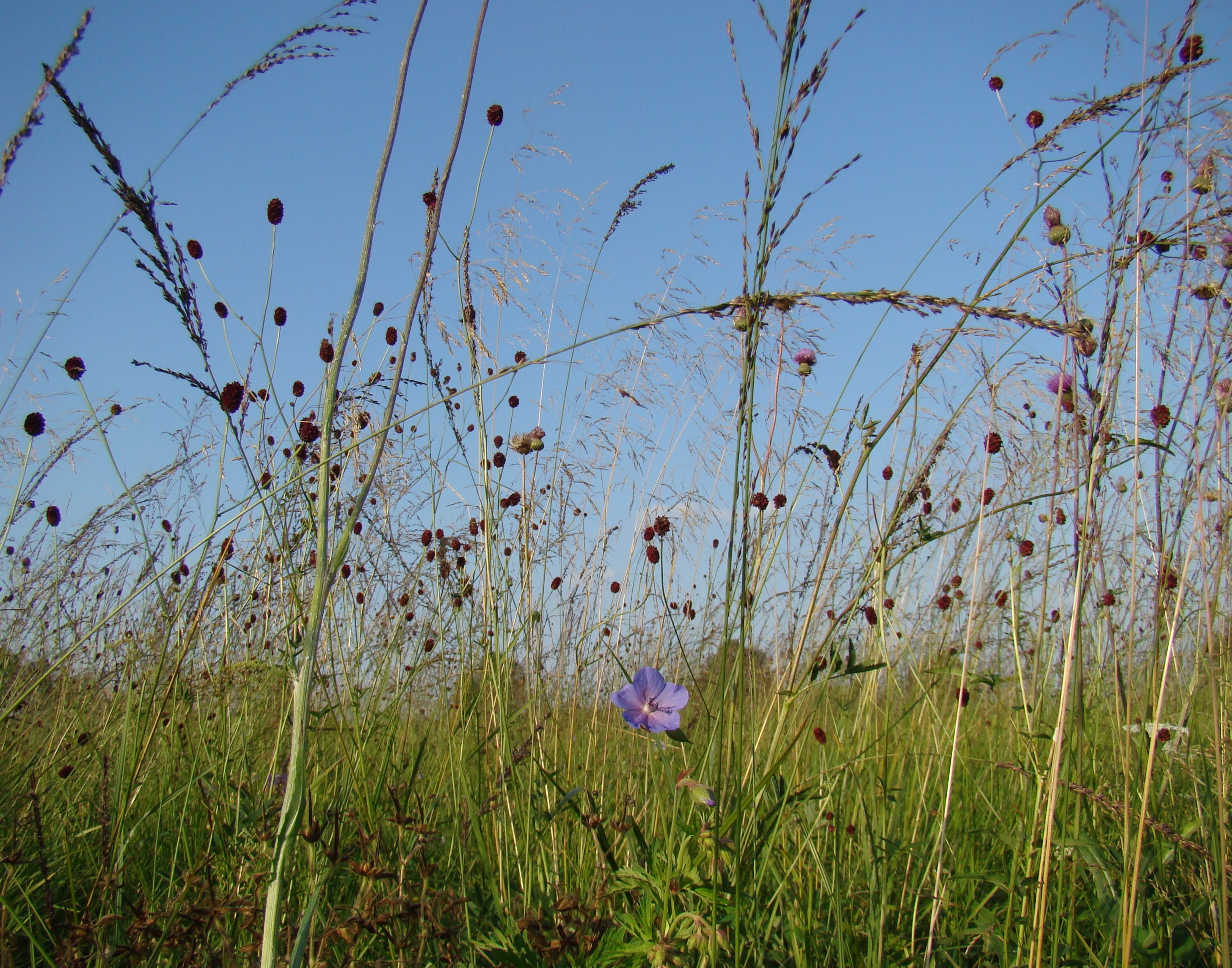
Łąka trzęślicowa (Selino-Molinietum) – jedno z siedlisk chronionych dyrektywą habitatową

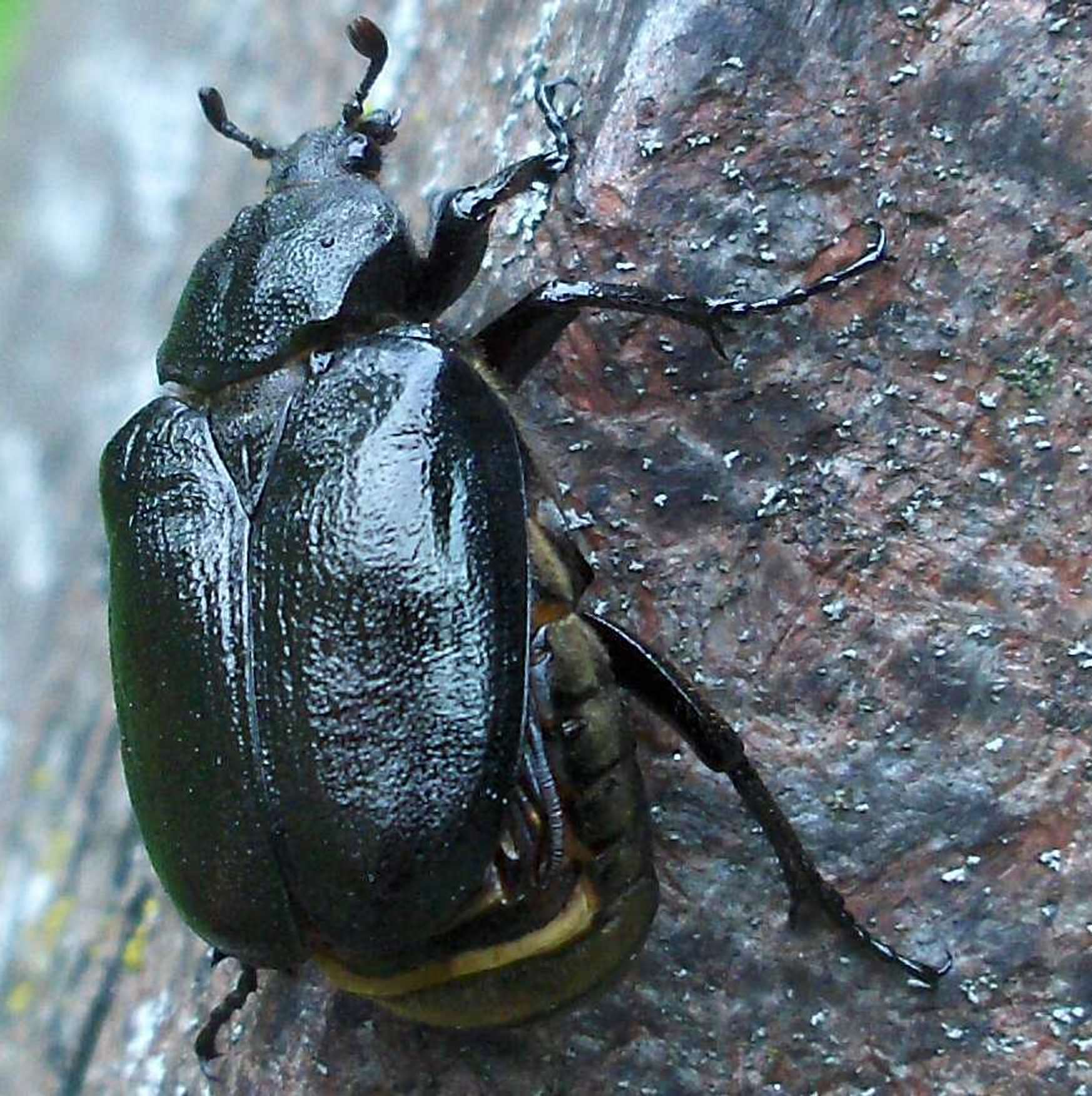
Pachnica dębowa – jeden z gatunków priorytetowych wymienionych w dyrektywie habitatowej

Dyrektywa siedliskowa, dyrektywa habitatowa – potoczna nazwa dyrektywy Rady 92/43/EWG z dnia 21 maja 1992 r. w sprawie ochrony siedlisk przyrodniczych oraz dzikiej fauny i flory, będącej elementem prawa Unii Europejskiej. Razem z dyrektywą ptasią stanowi podstawę europejskiego systemu ochrony przyrody Natura 2000.
Dyrektywa wskazuje „ważne w skali europejskiej” gatunki roślin i zwierząt oraz typy siedlisk przyrodniczych:
- dla których państwa członkowskie zobowiązane są powołać obszary ich ochrony (obszary Natura 2000);
- które państwa członkowskie zobowiązane są chronić przez ścisłą ochronę gatunkową;
- które są przedmiotem zainteresowania Unii, podlegając gospodarczemu użytkowaniu, które jednak może wymagać kontroli.

Dyrektywa jest wiążąca dla wszystkich państw Unii Europejskiej, które muszą wprowadzić jej postanowienia do prawa krajowego.
Dyrektywa zawiera sześć załączników
- załącznik I – zawiera typy siedlisk naturalnych ważnych dla Wspólnoty, których ochrona wymaga wyznaczenia specjalnych obszarów szczególnie chronionych.
- załącznik II – wymienia gatunki roślin i zwierząt ważne dla Wspólnoty, których ochrona wymaga wyznaczenia specjalnych obszarów ochrony.
- załącznik III – przedstawia kryteria wyboru terenów kwalifikujących się do określenia jako tereny mające znaczenie dla Wspólnoty i wyznaczenia jako specjalne obszary ochrony.
- załącznik IV – wymienia gatunki roślin i zwierząt ważnych dla Wspólnoty, które wymagają ścisłej ochrony.
- załącznik V – wymienia gatunki roślin i zwierząt ważnych dla Wspólnoty, których pozyskiwanie ze stanu dzikiego i eksploatacja może podlegać działaniom w zakresie zarządzania.
- załącznik VI – przedstawia zabronione metody i środki chwytania i zabijania oraz środki transportu.